# 維約薩·奧斯馬尼
維約薩·奧斯馬尼-薩德留（1982年5月17日—），科索沃政治人物，現任科索沃总统，科索沃议会前議長、科索沃普里什蒂納大學教授，並曾在匹茲堡大學擔任客座教授一職。她是2019年科索沃議會選舉的科索沃民主聯盟總理候選人。